# Prix du premier roman
Le prix du Premier roman est un prix littéraire  qui récompense à chaque rentrée littéraire d'automne un premier roman français et un premier roman étranger.
Créé en 1977, et présidé depuis 2024 par Charles Dantzig avec Annick Geille pour présidente d'honneur, le jury a pour autres membres Pauline Dreyfus, Pierre Gestède, Philippe Jaenada, Maylis de Kérangal, Mohamed Mbougar Sarr et  Maud Ventura.

## Prix du premier roman français
Liste des lauréats
| Année | Auteur                      | Titre                                      | Éditeur (nbr. de fois) |
| ----- | --------------------------- | ------------------------------------------ | ---------------------- |
| 1977  | Michel Arrivé               | Les Remembrances du vieillard idiot        | Flammarion             |
| 1978  |                             |                                            |                        |
| 1979  | Marco Koskas                | Balace Bounel                              | Ramsay                 |
| 1980  | Dan Franck                  | Les Calendes grecques                      | Calmann-Lévy           |
| 1981  | Annick Geille               | Portrait d'un amour coupable               | Grasset                |
| 1982  | Bruno Racine                | Le Gouverneur de Morée                     | Grasset (2)            |
| 1983  | Elvire Murail               | Escalier C                                 | Messinger              |
| 1984  | Jean-Philippe Arrou-Vignod  | Le Rideau sur la nuit                      | Gallimard              |
| 1985  |                             |                                            |                        |
| 1986  | Alexandre Jardin            | Bille en tête                              | Gallimard (2)          |
| 1987  | Jean-François Merle         | Cale sèche                                 | Arléa                  |
| 1988  | Nadine Diamant              | Désordres                                  | Flammarion (2)         |
| 1989  | Louis-Jacques Liandier      | Comme un voleur dans la nuit               | Grasset (3)            |
| 1990  | Caroline Tiné               | L'Immeuble                                 | Albin Michel           |
| 1991  | Patrick Séry                | Le Maître et le Scorpion                   | Flammarion (3)         |
| 1992  | Isabelle Jarry              | L'Homme de la passerelle                   | Mercure de France      |
| 1993  | Christophe Bataille         | Annam                                      | Arléa (2)              |
| 1994  | Jean-François Kervéan       | La Folie du moment                         | Calmann-Lévy (2)       |
| 1995  | Sophie Fontanel             | Sacré Paul                                 | NiL                    |
| 1996  | Pascale Roze                | Le Chasseur Zéro                           | Albin Michel (2)       |
| 1997  | Raymond Bozier              | Lieu-dit                                   | Calmann-Lévy (3)       |
| 1998  | Christine Chaufour Verheyen | Rive dangereuse                            | Fayard                 |
| 1999  | Boualem Sansal              | Le Serment des barbares                    | Gallimard (3)          |
| 2000  | Bruno Gibert                | Claude                                     | Fayard (2)             |
| 2001  | Claire Béchet               | Entre parenthèses                          | Calmann-Lévy (4)       |
| 2002  | Christophe Dufossé          | L'Heure de la sortie                       | Albin Michel (3)       |
| 2003  | Yasmina Traboulsi (en)      | Pour les enfants de la place               | Mercure de France (2)  |
| 2004  | Caroline Sers               | Tombent les avions                         | Buchet/Chastel         |
| 2005  | Hédi Kaddour                | Waltenberg                                 | Gallimard (4)          |
| 2006  | Max Monnehay                | Corpus Christine                           | Albin Michel (4)       |
| 2007  | Ingrid Thobois              | Le roi d'Afghanistan ne nous a pas mariés  | Phébus                 |
| 2008  | Thierry Dancourt            | Hôtel de Lausanne                          | La Table ronde         |
| 2009  | Jocelyn Bonnerave           | Nouveaux Indiens                           | Seuil                  |
| 2010  | Victor Cohen Hadria         | Les Trois Saisons de la rage               | Albin Michel (5)       |
| 2011  | Marien Defalvard            | Du temps qu'on existait                    | Grasset (4)            |
| 2012  | Christophe Carlier          | L'Assassin à la pomme verte                | Serge Safran           |
| 2013  | Olivier Lebé                | Repulse Bay                                | La Grande Ourse        |
| 2014  | Jean-Pierre Orban           | Vera                                       | Mercure de France (2)  |
| 2015  | Didier Castino              | Après le silence                           | Liana Levi             |
| 2016  | Gaël Faye                   | Petit Pays                                 | Grasset (5)            |
| 2017  | Jean-Baptiste Andrea        | Ma reine                                   | L'Iconoclaste          |
| 2018  | Clélia Renucci              | Concours pour le Paradis                   | Albin Michel (6)       |
| 2019  | Géraldine Dalban-Moreynas   | On ne meurt pas d'amour                    | Plon                   |
| 2020  | Ketty Rouf                  | On ne touche pas                           | Albin Michel (7)       |
| 2021  | Maud Ventura                | Mon Mari                                   | L'Iconoclaste          |
| 2022  | Maria Larrea                | Les gens de Bilbao naissent où ils veulent | Grasset (5)            |
| 2023  | Charles Salles              | Alain Pacadis, Face B                      | La table ronde         |
| 2024  | Laure Gauthier              | Mélusine reloaded                          | Éditions Corti         |

## Prix du premier roman étranger
Quelques lauréats (liste non exhaustive)
| Année | Auteur                    | Titre                               | Éditeur français (nb de fois) | Pays            |
| ----- | ------------------------- | ----------------------------------- | ----------------------------- | --------------- |
| 1998  | Martin Suter              | Small World                         | Christian Bourgois            | Suisse          |
| 1999  | Boualem Sansal            | Le Serment des barbares             | Gallimard                     | Algérie         |
| 2000  | Jim Fergus                | Mille femmes blanches               | Cherche midi                  | États-Unis      |
| 2001  | Keith Ridgway             | Mauvaise Pente                      | Phébus                        | Irlande         |
| 2002  | Gwen Edelman              | Dernier refuge avant la nuit        | Belfond                       | États-Unis (2)  |
| 2003  | Lavinia Greenlaw          | Quand Mary marcha sur l'eau         | Joëlle Losfeld                | Royaume-Uni     |
| 2004  | Inderjit Badhwar          | La Chambre des parfums              | Cherche midi (2)              | Inde            |
| 2005  | Samina Ali                | Jours de pluie à Madras             | Mercure de France             | Inde (2)        |
| 2006  | Benjamin Kunkel           | Indécision                          | Belfond (2)                   | États-Unis (3)  |
| 2007  | Dinaw Mengestu            | Les Belles Choses que porte le ciel | Albin Michel                  | États-Unis (4)  |
| 2008  | James Cañón               | Dans la ville des veuves intrépides | Belfond (3)                   | Colombie        |
| 2009  | Chloe Aridjis             | Le livre des nuages                 | Mercure de France (2)         | États-Unis (5)  |
| 2010  | Amanda Smyth              | Black Rock                          | Phébus (2)                    | Irlande (2)     |
| 2011  | Nic Pizzolatto            | Galveston                           | Belfond (4)                   | États-Unis (6)  |
| 2012  | Amy Waldman               | Un concours de circonstances        | L'Olivier                     | États-Unis(7)   |
| 2013  | Patrick McGuinness        | Les Cent Derniers Jours             | Grasset                       | Royaume-Uni (2) |
| 2014  | Rene Denfeld              | En ce lieu enchanté                 | Fleuve                        | États-Unis (8)  |
| 2015  | (ex æquo) Vanessa Barbara | La Nuit de la laitue                | Zulma                         | Brésil          |
| 2015  | (ex æquo) Maja Haderlap   | L'Ange de l'oubli                   | Métaillié                     | Autriche        |
| 2016  | Davide Enia               | Sur cette terre comme au ciel       | Albin Michel (2)              | Italie          |
| 2017  | Katharina Winkler         | Les Bijoux bleus                    | Jacqueline Chambon            | Allemagne       |
| 2018  | Shih-Li Kow               | La Somme de nos folies              | Zulma (2)                     | Malaisie        |
| 2019  | Sana Krasikov             | Les Patriotes                       | Albin Michel (3)              | États-Unis (9)  |
| 2020  | Olja Savičević            | Adios cow-boy                       | JC Lattès                     | Croatie         |
| 2021  | Daniel Loedel             | Hadès, Argentine                    | La Croisée                    | États-Unis      |
| 2022  | Jarred McGinnis           | Le Lâche                            | Editions Métailié             | États-Unis      |
| 2023  | Tom Crewe                 | La vie nouvelle                     | Christian Bourgois            | Royaume-Uni     |
| 2024  | Greta Olivo               | La couleur noire n'existe pas       | Éditions Phébus               | Italie          |